# Verdensmesterskabet i fodbold 1958 - finalen
Finalen om verdensmesterskabet i fodbold 1958 var den 6. finale siden turneringens etablering i 1930. Den blev spillet den 29. juni 1958 foran 49.737 tilskuere på Råsunda i Sveriges hovedstad Stockholm, og skulle finde vinderen af VM i fodbold 1958. De deltagende hold var Brasilien og hjemmeholdet Sverige. Det brasilianske hold vandt kampen med 5-2, hvilket var første gang Brasilien blev verdensmestre i fodbold.
Kampen blev ledet af den franske dommer Maurice Guigue.

## Kampen

### Detaljer
| 29. juni 1958 15.00 (CET) |

| Brasilien                                  | 5 – 2   | Sverige                       |
| ------------------------------------------ | ------- | ----------------------------- |
| Vavá 9', 32' · Pelé 55', 90' · Zagallo 68' | Rapport | 4' Liedholm · 80' Simonsson · |

| Råsunda, Stockholm Tilskuere: 49.737 Dommer: Maurice Guigue (Frankrig) |

| Brasilien | Sverige |